# Khadija Ridouani
Khadija Ridouani (en arabe : خديجة رضواني) est une femme politique marocaine. 
Elle a été élue députée dans la liste nationale, lors des élections législatives marocaines de 2016 avec le Parti de l'Istiqlal. Elle fait partie du groupe parlementaire du même parti, et elle est membre de la Commission de l'enseignement, de la culture et de la communication.